# Rosa corymbulosa
Rosa corymbulosa là loài thực vật có hoa trong họ Hoa hồng. Loài này được Rolfe miêu tả khoa học đầu tiên năm 1914.